# 优干宁镇
优干宁镇，是中华人民共和国青海省黄南藏族自治州河南蒙古族自治县下辖的一个乡镇级行政单位。

## 行政区划
优干宁镇下辖以下地区：
优干宁社区、智后茂牧委会、荷日恒牧委会、德日隆牧委会、泽雄牧委会、秀甲牧委会、参美牧委会、阿木乎牧委会、南旗牧委会、吉仁牧委会和多特牧委会。